# Mike Sarne
Mike Sarne (Londres, 6 de agosto de 1940) é um cantor, ator e diretor britânico. 
Como cantor, obteve grande êxito no começo da década de 1960 com o single "Come Outside" que, gravado em dueto com Wendy Richard, alcançou o topo das paradas musicais do Reino Unido.
Abandonou a carreira na música em 1962 para dedicar-se aos estudos. Envolveu-se mais tarde com cinema e televisão, atuando em séries como The Avengers, Man in a Suitcase, Jonathan Creek e The Bill, e dirigindo filmes como Joanna e Myra Breckinridge.